# Sinustone
En sinustone er en helt ren tone, dvs. lydbølger med samme frekvens og uden blanding af andre frekvenser, overtoner. Inden for musikken er der en grundtone og denne grundtone har en række overtoner. Det er overtonerne, der gør, at vi kan høre forskel på instrumenter.
| Musik | Spire Denne musikartikel er en spire som bør udbygges. Du er velkommen til at hjælpe Wikipedia ved at udvide den. |